# Kamień runiczny z Tune

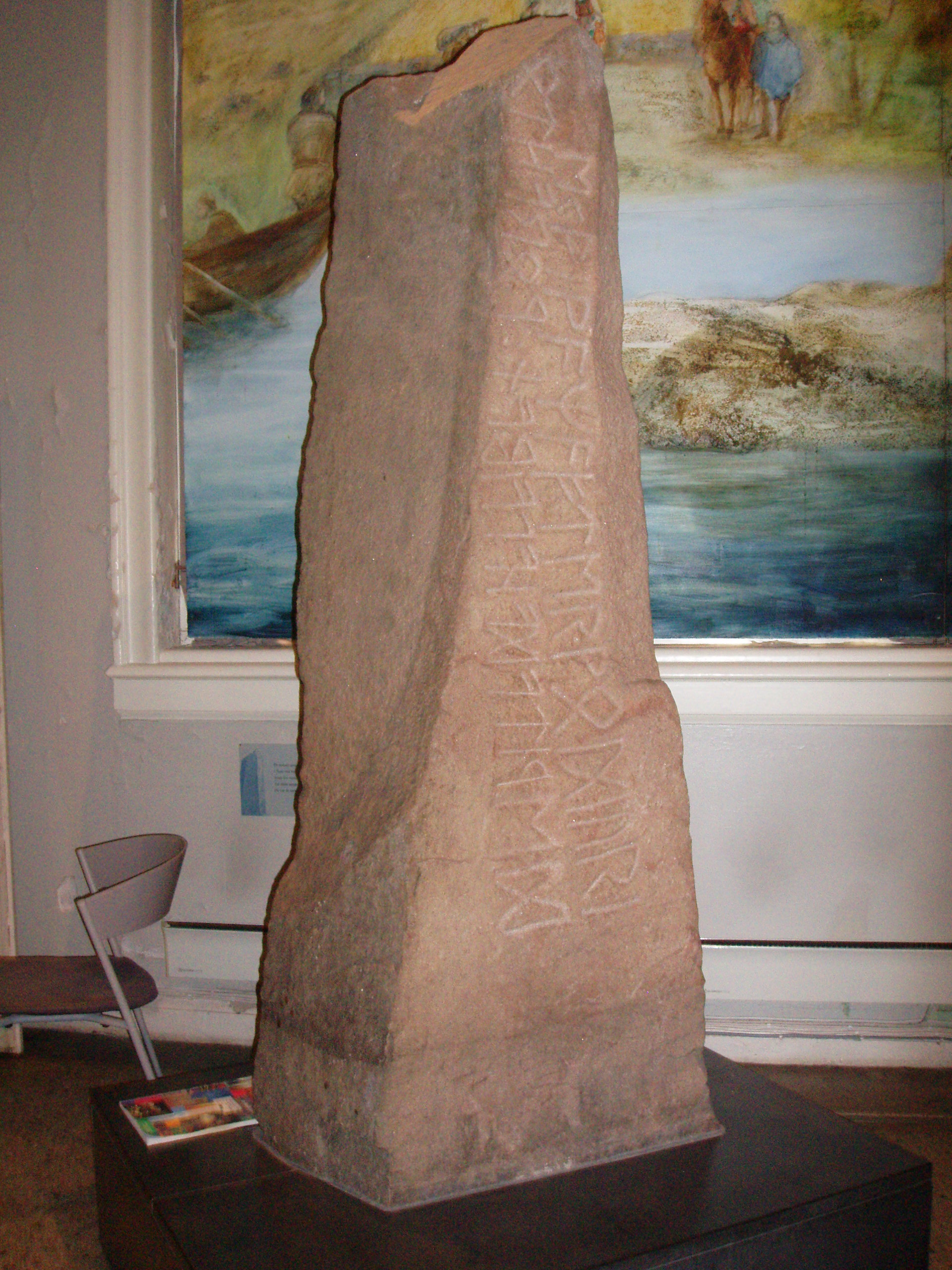
Kamień runiczny z Tune

Kamień runiczny z Tune – kamień runiczny datowany na około 400 rok, znajdujący się obecnie w zbiorach Muzeum historycznego w Oslo. Zawiera najdłuższą znaną inskrypcję w języku pranordyckim.
Zabytek został po raz pierwszy odnotowany w 1627 roku przez proboszcza parafii w Tune w okręgu Østfold; wmurowany był wówczas w ogrodzenie przykościelnego cmentarza. Inskrypcja runiczna ma charakter kommemoratywny. Ryta jest bustrofedonem na dwu stronach kamienia. Z powodu odłamania się górnej części kamienia niewielki fragment tekstu jest nieczytelny. Wyryty napis głosi:
ekwiwaRafter·woduri dewitad=ah=alaiban:worathto·...
...h:woduride:staina: þrijoRdohtriRd=alidun arbijasijosteRarbijano
co znaczy:
Napis wykonał Wiw dla swego chlebodawcy, sługi Odyna; sam kamień przygotowały jego trzy córki, a stypę najznakomitsi ze spadkobierców.